# 연수동음식문화거리

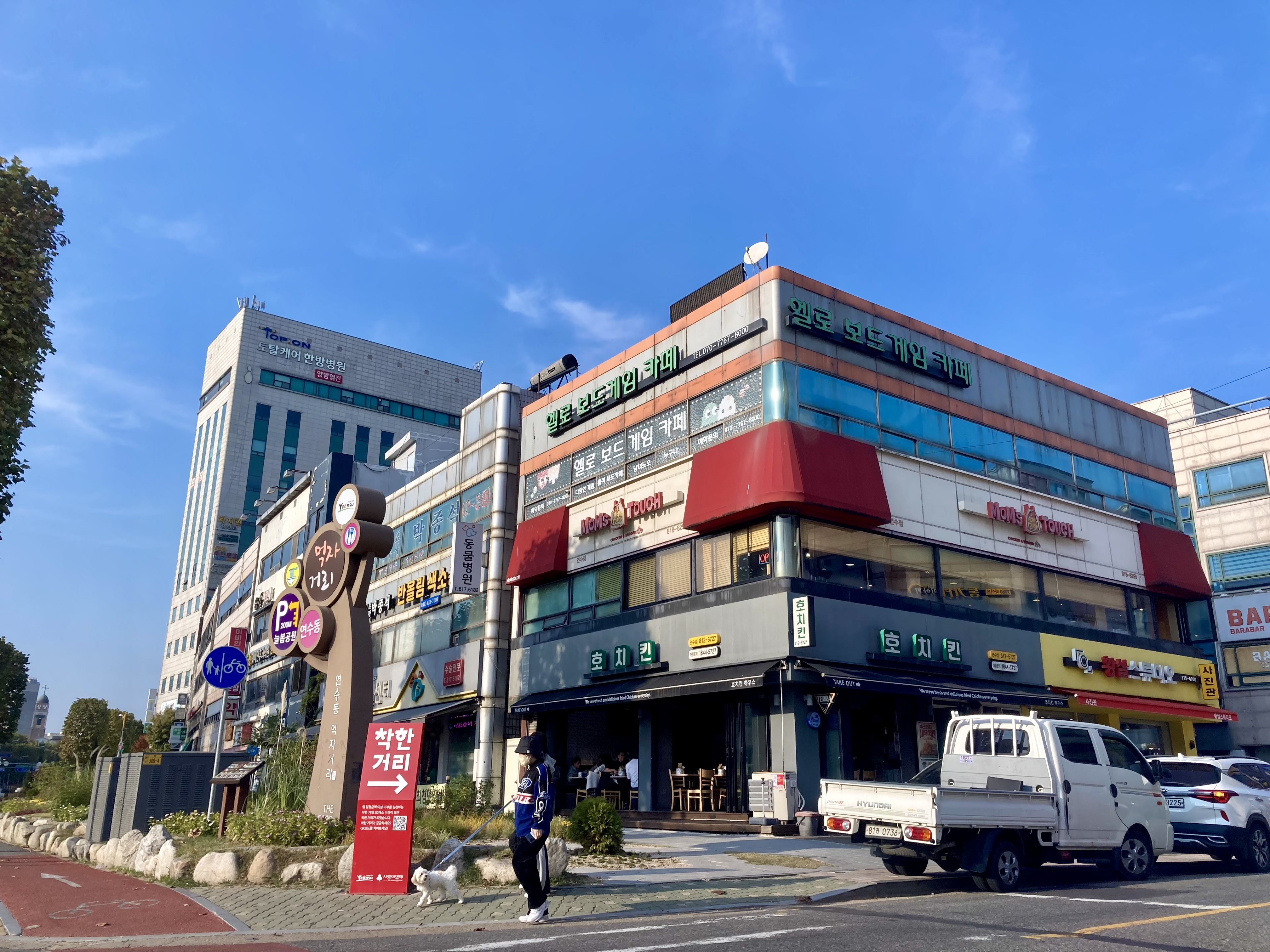
연수동음식문화거리

연수동음식문화거리는 인천광역시 연수구 문화관광 음식문화시범거리이다. 수인분당선인 연수역 1번출구, 연수고가 아래의 모든 상권지역을 범위로 하며 연수동 음식문화거리로 인천광역시 연수구청의 문화관광 상업지역으로 운영되고 있다.

## 설명
연수구청, 연수경찰서, 연수2동행정복지센터 등 인근 관공서와도 인접하며, 연수역의 유동인구 기준으로 운영되는 상권지역으로 볼 수 있다. 선학동에도 음식문화시범거리가 있지만 연수동이 좀 더 많은 영세상공인들이 밀집해 있는 지역이다 볼 수 있다.
먼우금로, 청능대로, 벚꽃로(연수동), 용담로, 원인재로 등에 걸쳐있다. 이 거리에서는 특색 있고 맛깔스러우면서도 안전한 먹거리를 제공하여 찾는 이들이 보다 수준 높은 음식문화를 누릴 수 있도록 인천 연수의 특색거리로 육성하고 있다. (인천광역시와 연수구에서 모범음식점, 외국인 이용이 편리한 음식점, 명품음식점 등등 제도를 운영하여 선정)

## 사진

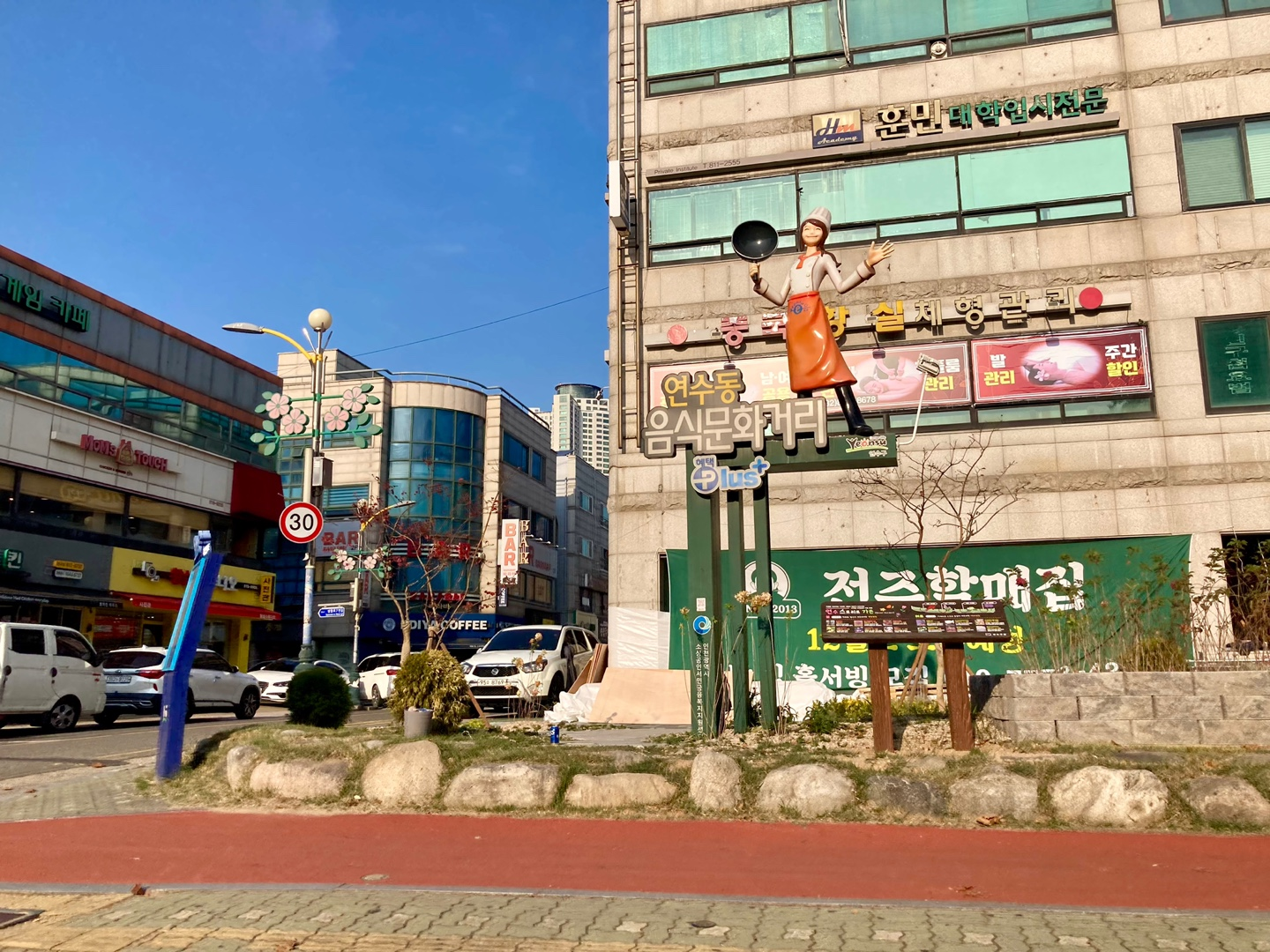
연수동음식문화거리
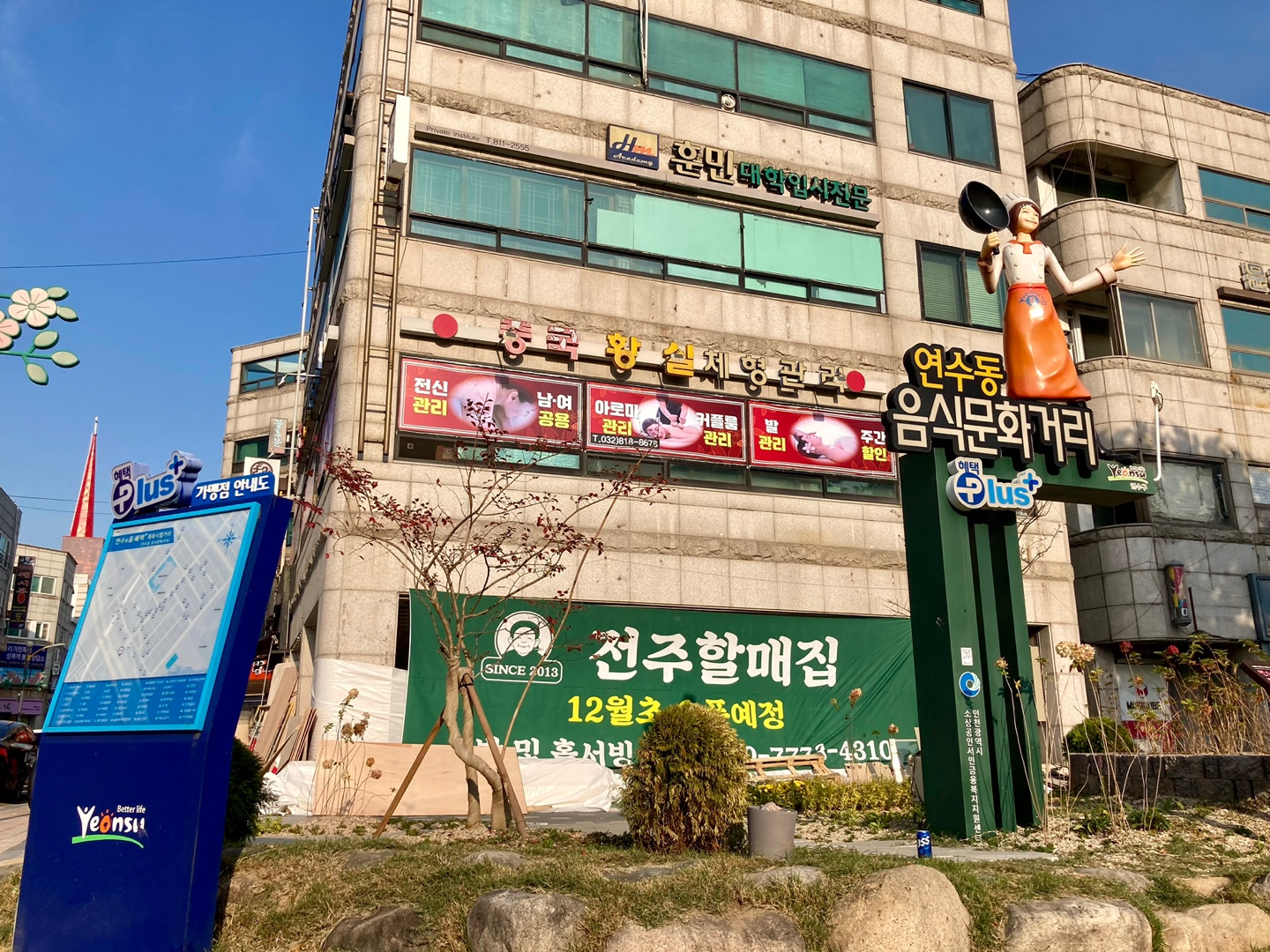
연수동음식문화거리

## 같이 보기
- 구월동 로데오거리
- 모래내시장
- 문예길음식문화1번가
- 먼우금로
- 청능대로